# Helen MacInnes
Helen Clark MacInnes, née le 7 octobre 1907 à Glasgow, en Écosse et décédée le 20 septembre 1985 à New York, est une traductrice et romancière scotto-américaine, auteur de thriller d'espionnage.

## Biographie
Diplômée en français et en allemand de l'université de Glasgow en 1928, elle poursuit en 1931 ses études au University College de Londres, où elle décroche un diplôme en sciences de l'information et des bibliothèques. Après avoir trouvé un poste de bibliothécaire, elle rencontre Gilbert Highet (en), qu'elle épouse le 22 septembre 1932. Leur lune de miel en Bavière est perturbée par des éclats de violence de membres du parti nazi : ces évènements, consignés par la jeune mariée dans son journal, serviront ultérieurement de base à l'intrigue de son premier roman Above Suspicion, qui obtient un gros succès de librairie lors de sa publication en 1941, avant d'être adapté au cinéma en 1943, aous le titre Un espion a disparu (Above Suspicion), un film américain réalisé par Richard Thorpe, avec Joan Crawford, Fred MacMurray et Conrad Veidt.
Entre-temps, Helen MacInnes et son époux s'attèlent à un certain nombre de traductions d'œuvres de la littérature allemande, puis Gilbert Highet accepte un poste d'enseignant à l'université Columbia et le couple déménage à New York en 1938. Ils prendront la nationalité américaine en 1952.
Leurs travaux de traductions, qu'ils poursuivent en Amérique, leur permettent de financer des voyages estivaux en Europe. Ces excursions sur le Vieux Continent donnent à Helen MacInnes, le cadre de plusieurs de ses thrillers à venir . Elle est en effet l'auteur de 21 thrillers d'espionnage, vendus à plus de 23 millions d'exemplaires aux États-Unis, dont quatre sont adaptés au cinéma. Son deuxième roman, ''Rendez-vous en Bretagne (Assignment in Brittany, adapté en film sous le nom Un commando en Bretagne), paru en 1942, devait être lu par les agents des services de renseignements alliés dès lors qu'ils étaient envoyés en mission auprès de la résistance française contre les nazis.
Son roman de 1944, Les Moissonneurs de la nuit (The Unconquerable), décrit très précisément la résistance polonaise : d'aucuns pensent que, pour l'écrire, l'auteure aurait utilisé des informations confidentielles reçues de son mari.
Dans ses derniers romans, les héros se trouvent souvent en butte à des communistes d'Europe de l'Est et d'Union soviétique, car Helen McInnes, qui reconnaissait ses affinités avec Arthur Koestler, Rebecca West et E. M. Forster, revendiquait son opposition à toute forme de tyrannie et de totalitarisme.

## Œuvre

### Romans
- Above Suspicion (1941)
- Assignment in Brittany (1942) Publié en français sous le titre Rendez-vous en Bretagne, Paris, Presses de la Cité, 1946
- The Unconquerable (1944), aussi titré While Still We Live Publié en français sous le titre Les Moissonneurs de la nuit, Paris, Presses de la Cité, 1946
- Horizon (1945)
- Friends and Lovers (1947)
- Rest and Be Thankful (1949)
- Neither Five Nor Three (1951)
- I and My True Love (1953)
- Pray for a Brave Heart (1955)
- North from Rome (1958)
- Decision at Delphi (1960) Publié en français sous le titre Décision à Delphes, Paris, Presses de la Cité, 1961
- The Venetian Affair (1963) Publié en français sous le titre On a voulu assassiner le président, Paris, Presses de la Cité, 1964
- Home Is the Hunter (1964)
- The Double Image (1966) Publié en français sous le titre La Double Image, Paris, Presses de la Cité, 1966
- The Salzburg Connection (1968) Publié en français sous le titre Le Contact de Salzbourg, Paris, Presses de la Cité, 1969
- Message from Málaga (1971) Publié en français sous le titre Rendez-vous à Malaga, Paris, Presses de la Cité, 1972
- The Snare of the Hunter (1974) Publié en français sous le titre La Proie du chasseur, Paris, Presses de la Cité, 1975
- Agent in Place (1976) Publié en français sous le titre Le Résident, Paris, Presses de la Cité, 1977
- Prelude to Terror (1978) Publié en français sous le titre L'Homme de Vienne, Paris, Presses de la Cité, 1980
- The Hidden Target (1980)
- Cloak of Darkness (1982)
- Ride a Pale Horse (1984)

## Adaptations
- 1943 : Un commando en Bretagne (Assignment in Brittany), film américain réalisé par Jack Conway, adaptation du roman Rendez-vous en Bretagne (Assignment in Brittany), avec Jean-Pierre Aumont
- 1943 : Un espion a disparu (Above Suspicion), film américain réalisé par Richard Thorpe, adaptation du roman Above Suspicion, avec Joan Crawford et Fred MacMurray
- 1966 : Minuit sur le grand canal (The Venetian Affair), film américain réalisé par Jerry Thorpe, adaptation du roman On a voulu assassiner le président (The Venetian Affair), avec Robert Vaughn et Elke Sommer
- 1972 : Notre agent à Salzbourg (The Salzburg Connection), film américain réalisé par Lee H. Katzin, adaptation du roman Le Contact de Salzbourg (The Salzburg Connection), avec Barry Newman et Anna Karina

## Source de la traduction
- (en) Cet article est partiellement ou en totalité issu de l’article de Wikipédia en anglais intitulé « Helen MacInnes » (voir la liste des auteurs).